# Виљагран (Виљагран, Гванахуато)
Виљагран (шп. Villagrán) насеље је у Мексику у савезној држави Гванахуато у општини Виљагран. Насеље се налази на надморској висини од 1739 м.

## Становништво
Према подацима из 2010. године у насељу је живело 27079 становника.

### Хронологија
| Година       | 2000                  | 2005                  | 2010                  |
| ------------ | --------------------- | --------------------- | --------------------- |
| Становништво | 22949 (11060 / 11889) | 25333 (12176 / 13157) | 27079 (13043 / 14036) |

### Попис
| \| \| м \| \| \| ж \| \| 0—2 \| 758 \| \| \| 776 \| \| 3—5 \| 834 \| \| \| 808 \| \| 6—11 \| 1.800 \| \| \| 1.767 \| \| 12—14 \| 832 \| \| \| 845 \| \| 15—17 \| 848 \| \| \| 840 \| \| 18—24 \| 1.644 \| \| \| 1.847 \| \| 60+ \| 948 \| \| \| 1.109 \| \| Просек : \| 27,7 \| \| \| 28,7 \| |       |  |  |       |
| |       |  |  |       |
| | м     |  |  | ж     |
| 0—2 | 758   |  |  | 776   |
| 3—5 | 834   |  |  | 808   |
| 6—11 | 1.800 |  |  | 1.767 |
| 12—14 | 832   |  |  | 845   |
| 15—17 | 848   |  |  | 840   |
| 18—24 | 1.644 |  |  | 1.847 |
| 60+ | 948   |  |  | 1.109 |
| Просек : | 27,7  |  |  | 28,7  |

| #   | Индикатор                                                                                        | Вредност |
| --- | ------------------------------------------------------------------------------------------------ | -------- |
| 1   | Становништво од 0 до 2 године                                                                    | 1534     |
| 2   | Мушко становништво од 0 до 2 године                                                              | 758      |
| 3   | Женско становништво од 0 до 2 године                                                             | 776      |
| 4   | Становништво са 3 и више година                                                                  | 25389    |
| 5   | Мушко становништво са 3 и више година                                                            | 12208    |
| 6   | Женско становништво са 3 и више година                                                           | 13181    |
| 7   | Становништво са 5 и више година                                                                  | 24261    |
| 8   | Мушко становништво са 5 и више година                                                            | 11645    |
| 9   | Женско становништво са 5 и више година                                                           | 12616    |
| 10  | Становништво са 12 и више година                                                                 | 20180    |
| 11  | Мушко становништво са 12 и више година                                                           | 9574     |
| 12  | Женско становништво са 12 и више година                                                          | 10606    |
| 13  | Становништво са 15 и више година                                                                 | 18503    |
| 14  | Мушко становништво са 15 и више година                                                           | 8742     |
| 15  | Женско становништво са 15 и више година                                                          | 9761     |
| 16  | Становништво са 18 и више година                                                                 | 16815    |
| 17  | Мушко становништво са 18 и више година                                                           | 7894     |
| 18  | Женско становништво са 18 и више година                                                          | 8921     |
| 19  | Становништво од 3 до 5 година                                                                    | 1642     |
| 20  | Мушко становништво од 3 до 5 година                                                              | 834      |
| 21  | Женско становништво од 3 до 5 година                                                             | 808      |
| 22  | Становништво од 6 до 11 година                                                                   | 3567     |
| 23  | Мушко становништво од 6 до 11 година                                                             | 1800     |
| 24  | Женско становништво од 6 до 11 година                                                            | 1767     |
| 25  | Становништво од 8 до 14 година                                                                   | 4083     |
| 26  | Мушко становништво од 8 до 14 година                                                             | 2047     |
| 27  | Женско становништво од 8 до 14 година                                                            | 2036     |
| 28  | Становништво од 12 до 14 година                                                                  | 1677     |
| 29  | Мушко становништво од 12 до 14 година                                                            | 832      |
| 30  | Женско становништво од 12 до 14 година                                                           | 845      |
| 31  | Становништво од 15 до 17 година                                                                  | 1688     |
| 32  | Мушко становништво од 15 до 17 година                                                            | 848      |
| 33  | Женско становништво од 15 до 17 година                                                           | 840      |
| 34  | Становништво од 18 до 24 године                                                                  | 3491     |
| 35  | Мушко становништво од 18 до 24 године                                                            | 1644     |
| 36  | Женско становништво од 18 до 24 године                                                           | 1847     |
| 37  | Женско становништво од 15 до 49 година                                                           | 7647     |
| 38  | Становништво са 60 и више година                                                                 | 2057     |
| 39  | Мушко становништво са 60 и више година                                                           | 948      |
| 40  | Женско становништво са 60 и више година                                                          | 1109     |
| 41  | Однос између мушкараца и жена                                                                    | 92.93    |
| 42  | Становништво од нуле до 14 година                                                                | 8420     |
| 43  | Становништво од 15 до 64 године                                                                  | 17055    |
| 44  | Становништво од 65 година и више                                                                 | 1448     |
| 45  | Просечан број деце                                                                               | 2.42     |
| 46  | Становништво рођено у ентитету                                                                   | 24978    |
| 47  | Мушко становништво рођено у ентитету                                                             | 12011    |
| 48  | Женско становништво рођено у ентитету                                                            | 12967    |
| 49  | Становништво рођено у другом ентитету                                                            | 1776     |
| 50  | Мушко становништво рођено у другом ентитету                                                      | 876      |
| 51  | Женско становништво рођено у другом ентитету                                                     | 900      |
| 52  | Становништво од 5 година и више резидентно у ентитету у јуну 2005. године                        | 23455    |
| 53  | Мушко становништво старосног доба од 5 година и више, резидентно у ентитету у јуну 2005. године  | 11183    |
| 54  | Женско становништво старосног доба од 5 и више година, резидентно у ентитету у јуну 2005. године | 12272    |
| 55  | Становништво од 5 година и више које је живело у другом ентитету у јуну 2005. године             | 390      |
| 56  | Мушко становништво старије од 5 година које је живело у другом ентитету у јуну 2005. године      | 193      |
| 57  | Женско становништво старије од 5 година које је живело у другом ентитету у јуну 2005. године     | 197      |
| 58  | Становништво од 3 године и више које говори аутохтони језик                                      | 80       |
| 59  | Мушко становништво старо 3 године и више које говори аутохтони језик                             | 46       |
| 60  | Женско становништво старо 3 године и више које говори аутохтони језик                            | 34       |
| 61  | Становништво од 3 године и више које говори аутохтони језик и не говори шпански језик            | 0        |
| 62  | Мушко становништво старо 3 године и више које говори аутохтони језик и не говори шпански         | 0        |
| 63  | Женско становништво старо 3 године и више које говори аутохтони језик и не говори шпански језик  | 0        |
| 64  | Становништво старо 3 године и више које говори аутохтони језик и шпански                         | 59       |
| 65  | Мушко становништво старо 3 године и више које говори аутохтони језик и шпански                   | 36       |
| 66  | Женско становништво старо 3 године и више које говори аутохтони језик и шпански                  | 23       |
| 67  | Становништво од 5 година и више које говори аутохтони језик                                      | 79       |
| 68  | Становништво од 5 година и више које говори аутохтони језик и не говори шпански језик            | 0        |
| 69  | Становништво од 5 година и више које говори аутохтони језик и говори шпански језик               | 59       |
| 70  | Становништво у домородачким домаћинствима                                                        | 178      |
| 71  | Становништво са ограничењима у активностима                                                      | 840      |
| 72  | Становништво са ограниченим ходањем или кретањем, горе или доле                                  | 519      |
| 73  | Становници са ограничењима вида, чак и уз кориштење сочива                                       | 155      |
| 74  | Становништво са ограничењима говора, комуникације или конверзације                               | 96       |
| 75  | Становништво са ограниченим слухом                                                               | 86       |
| 76  | Становништво са ограничењима при одевању, купању или јелу                                        | 39       |
| 77  | Становништво са ограничењима у опажању или учењу једноставних ствари                             | 51       |
| 78  | Становништво са менталним ограничењима                                                           | 96       |
| 79  | Становништво без ограничења активности                                                           | 26007    |
| 80  | Становништво од 3 до 5 година које не похађа школу                                               | 776      |
| 81  | Мушко становништво од 3 до 5 година које не похађа школу                                         | 383      |
| 82  | Женско становништво од 3 до 5 година које не похађа школу                                        | 393      |
| 83  | Становништво од 6 до 11 година које не похађа школу                                              | 81       |
| 84  | Мушко становништво од 6 до 11 година које не похађа школу                                        | 44       |
| 85  | Женско становништво од 6 до 11 година које не похађа школу                                       | 37       |
| 86  | Становништво од 12 до 14 година које не похађа школу                                             | 88       |
| 87  | Мушко становништво од 12 до 14 година које не похађа школу                                       | 36       |
| 88  | Женско становништво од 12 до 14 година које не похађа школу                                      | 52       |
| 89  | Становништво од 15 до 17 година похађа школу                                                     | 1217     |
| 90  | Мушко становништво од 15 до 17 година похађа школу                                               | 624      |
| 91  | Женско становништво између 15 и 17 година живота у школи                                         | 593      |
| 92  | Становништво од 18 до 24 године похађа школу                                                     | 924      |
| 93  | Мушко становништво од 18 до 24 године похађа школу                                               | 448      |
| 94  | Женско становништво од 18 до 24 године похађа школу                                              | 476      |
| 95  | Становништво од 8 до 14 година које не може да чита и пише                                       | 127      |
| 96  | Мушко становништво старосног доба од 8 до 14 година које не може да чита и пише                  | 75       |
| 97  | Женско становништво старосног доби од 8 до 14 година које не може да чита и пише                 | 52       |
| 98  | Становништво од 15 година и више које је неписмено                                               | 1118     |
| 99  | Мушко становништво од 15 година и више које је неписмено                                         | 368      |
| 100 | Женско становништво од 15 година и више које је неписмено                                        | 750      |
| 101 | Становништво старо 15 и више година без школовања                                                | 1368     |
| 102 | Мушко становништво старо 15 и више година без школовања                                          | 538      |
| 103 | Женско становништво старо 15 и више година без школовања                                         | 830      |
| 104 | Становништво старосног доба 15 и више година са непотпуним основним образовањем                  | 1847     |
| 105 | Мушко становништво старосног доба од 15 година и више са непотпуном основним образовањем         | 654      |
| 106 | Женско становништво старосног доба 15 и више година са непотпуном основним образовањем           | 1193     |
| 107 | Становништво старо 15 и више година са комплетним основним образовањем                           | 2858     |
| 108 | Мушко становништво старо 15 година и више са комплетним основним образовањем                     | 1140     |
| 109 | Женско становништво старо 15 и више година са комплетним основним образовањем                    | 1718     |
| 110 | Становништво старосног доба 15 и више година са непотпуним средњим образовањем                   | 902      |
| 111 | Мушко становништво старосног доба од 15 година и више са непотпуним средњим образовањем          | 488      |
| 112 | Женско становништво старосног доба од 15 година и више са непотпуним средњим образовањем         | 414      |
| 113 | Становништво старо 15 и више година са пуним секундарном образовањем                             | 5760     |
| 114 | Мушко становништво старосног доба од 15 година и више са пуним секундарном образовањем           | 2958     |
| 115 | Женско становништво старосног доба од 15 година и више са пуним секундарном образовањем          | 2802     |
| 116 | Становништво старије од 18 година са постосновним образовањем                                    | 5151     |
| 117 | Мушко становништво старије од 18 година са постосновним образовањем                              | 2681     |
| 118 | Женско становништво старије од 18 година са постосновним образовањем                             | 2470     |
| 119 | Просечна оцена школовања                                                                         | 8.43     |
| 120 | Просечан ниво образовања мушке популације                                                        | 8.85     |
| 121 | Просечан ниво образовања женског становништва                                                    | 8.05     |
| 122 | Економски активно становништво                                                                   | 10107    |
| 123 | Економски активна мушка популација                                                               | 6875     |
| 124 | Економски активна женска популација                                                              | 3232     |
| 125 | Становништво које није економски активно                                                         | 9988     |
| 126 | Мушко становништво које није економски активно                                                   | 2645     |
| 127 | Женско становништво које није економски активно                                                  | 7343     |
| 128 | Запослено становништво                                                                           | 9629     |
| 129 | Запослено мушко становништво                                                                     | 6445     |
| 130 | Запослено женско становништво                                                                    | 3184     |
| 131 | Незапослена популација                                                                           | 478      |
| 132 | Незапослена мушка популација                                                                     | 430      |
| 133 | Незапослена женска популација                                                                    | 48       |
| 134 | Становништво без права на здравствене услуге                                                     | 5626     |
| 135 | Становништво које има право на здравствене услуге                                                | 21262    |
| 136 | Становништво које има право на ИМСС                                                              | 12054    |
| 137 | Становништво које има право на социјално осигурање                                               | 1796     |
| 138 | Становништво које има право на државно социјално осигурање                                       | 52       |
| 139 | Становништво које има право на опште осигурање или здравствено осигурање за нову генерацију      | 7148     |
| 140 | Становништво које је било једном или није било у браку током 12 година и више                    | 6796     |
| 141 | Венчано или уједињено становништво од 12 година и више                                           | 11850    |
| 142 | Становништво које је било у браку или уједињено 12 година и више                                 | 1502     |
| 143 | Становништво са католичком религијом                                                             | 25207    |
| 144 | Протестанти, еванђелисти и библијски следбеници различити од еванђелиста                         | 1149     |
| 145 | Становништво са другим религијама различитим од претходних                                       | 1        |
| 146 | Становништво без религије                                                                        | 329      |
| 147 | Укупно пописаних домаћинства                                                                     | 5869     |
| 148 | Пописна домаћинства на челу са мушкарцима                                                        | 4526     |
| 149 | Пописна домаћинства на челу са женама                                                            | 1343     |
| 150 | Становништво у пописним домаћинствима                                                            | 26899    |
| 151 | Становништво у пописним домаћинствима на челу са мушкарцима                                      | 21191    |
| 152 | Становништво у пописним домаћинствима на челу са женама                                          | 5708     |
| 153 | Укупно домаћинстава                                                                              | 6713     |
| 154 | Укупно насељених домаћинстава                                                                    | 5922     |
| 155 | Укупно приватних кућа                                                                            | 6660     |
| 156 | Насељени приватни домови                                                                         | 5869     |
| 157 | Укупно насељених приватних кућа                                                                  | 5919     |
| 158 | Ненасељене приватне куће                                                                         | 656      |
| 159 | Појединачна домаћинства за привремену употребу                                                   | 135      |
| 160 | Становници у насељеним приватним кућама                                                          | 26899    |
| 161 | Насељеност станара у приватним становима                                                         | 4.58     |
| 162 | Просечно становника по соби у приватним насељеним домаћинствима                                  | 1.16     |
| 163 | Појединачна домаћинства са подовима од различитих материјала од земље                            | 5504     |
| 164 | Појединачна домаћинства у приземљу                                                               | 353      |
| 165 | Појединачна домаћинства са једном спаваћом собом                                                 | 1387     |
| 166 | Појединачна домаћинства са две спаваће собе и више                                               | 4467     |
| 167 | Појединачна домаћинства са једним собом                                                          | 179      |
| 168 | Појединачна домаћинства са две собе                                                              | 782      |
| 169 | Појединачна домаћинства са 3 собе и више                                                         | 4885     |
| 170 | Појединачна домаћинства која имају електрично светло                                             | 5805     |
| 171 | Појединачна домаћинства која немају електрично светло                                            | 54       |
| 172 | Појединачна домаћинства која имају водоводну воду у стамбеном простору                           | 5416     |
| 173 | Појединачна домаћинства која немају водоводну воду у стамбеном простору                          | 438      |
| 174 | Појединачна домаћинства која имају тоалет                                                        | 5782     |
| 175 | Појединачна домаћинства која имају канализацију                                                  | 5770     |
| 176 | Појединачна домаћинства која немају канализацију                                                 | 81       |
| 177 | Појединачна домаћинства која имају електрично светло, довод воде из јавне мреже и канализацију   | 5372     |
| 178 | Појединачна домаћинства без икаквих услова                                                       | 50       |
| 179 | Појединачна домаћинства која имају радио                                                         | 4760     |
| 180 | Појединачна домаћинства која имају телевизор                                                     | 5712     |
| 181 | Појединачна домаћинства која имају фрижидер                                                      | 5279     |
| 182 | Појединачна домаћинства која имају машину за веш                                                 | 4863     |
| 183 | Појединачна домаћинства која имају аутомобил или комби                                           | 2593     |
| 184 | Појединачна домаћинства која имају рачунар                                                       | 1504     |
| 185 | Појединачна домаћинства која имају фиксну телефонску линију                                      | 2277     |
| 186 | Појединачна домаћинства која имају мобилни телефон                                               | 3893     |
| 187 | Појединачна домаћинства која имају приступ интернету                                             | 948      |
| 188 | Величина локације                                                                                | 8        |